# Bugaba (huyện)
Huyện Bugaba là một huyện (distrito) thuộc tỉnh Chiriquí ở Panama. Theo điều tra dân số năm 2000, huyện này có dân số 68570 người. Huyện Bugaba có diện tích 884 km². Huyện lỵ đóng tại La Concepción.